# Niccolò Corradini
Niccolò Corradini (* um 1585 bei Cremona; † 7. August 1646 ebenda) war ein italienischer Organist und Komponist des Frühbarock.

## Leben
Niccolò Corradini erhielt bereits in seiner Jugendzeit eine Organistenstelle an der Kirche San Pietro in Cremona. Gleichzeitig war ein Schüler von Omobono Morsolino († 1611), dessen Amt an der Kathedrale von Cremona, er nach dessen Tod übernahm. Fast gleichzeitig gewann er einen Wettbewerb, der ihm das Amt des Organisten, an der der Kathedrale angegliederten „Capella delle Laudi“ sicherte. Beide Ämter übte er während 35 Jahren, bis zu seinem Tod aus. Mit Tarquinio Merula gestaltete er maßgeblich das Musikleben in der Stadt. Der zehn Jahre ältere Corradini könnte durchaus einer der Lehrer Merulas gewesen sein. Ab Ende 1622 leitete er die Musikaufführungen an der „Accademia degli Animosi“ einer durch lokale Patrizier ins Leben gerufenen Institution.
Ein Angebot Kaiser Ferdinands II., als Organist der Wiener Hofmusikkapelle zu wirken, schlug er 1625 aus. Ebenso ein ähnliches Amt, welches ihm die Republik Venedig antrug.
1635 übernahm er von Merula die Stelle des Kapellmeisters als „maestro di Cappella delle Laudi“. Nach dem Tod von Galeazzo Sirena (1572–1636), übernahm er das Amt des Kapellmeisters an der Kathedrale von Cremona.

## Werke (Auswahl)
- Messa a 4 cori (1614, verschollen)
- Messa dello Spirito Santo a 6 cori (1627, Verschollen)
- Die Motettensammlung „Alcuni concertati con instromenti“, Libro 1 (Venedig, 1613)
- Ricercari a 4 (Venedig, 1615)
- „Madrigali, con sinfonie de viole“ (Venedig, 1620)
- „Primo libro de Canzoni Francese a 4 & alcune Suonate“ (Venedig, 1624)